# 162e escadrille de chasse polonaise
La 162e escadrille de chasse polonaise est une unité de l'armée de l'air polonaise de l'entre-deux-guerres.

## Historique
Elle est constituée en novembre 1937 à Lwów. Son premier commandant est le lieutenant Bernard Groszewski. Équipée d'une dizaine de PZL P.7a obsolètes et surexploités, elle prend part à la campagne de Pologne au sein de l'Armée Łódź. Le premier jour de guerre, elle perd son premier pilote, l'aspirant (podchorąży) Piotr Ruszel est mort au combat. Le 4 septembre 1939, l'aérodrome de l'escadrille est bombardé, lorsque les avions reviennent d'une mission. Sans carburant ni munition, ils sont incapables de défendre leur base.

## Victoires aériennes
| Date       | Pilote                                             | Appareil(s) abattu(s) |
| ---------- | -------------------------------------------------- | --------------------- |
| 02/09/1939 | caporal (kapral) Jan Malinowski                    | Me 110                |
| 02/09/1939 | sous-lieutenant (podporucznik) Czesław Główczyński | 1/2 Me 110            |
| 03/09/1939 | caporal Zdzisław Urbańczyk                         | Hs 126                |
| 03/09/1939 | sous-lieutenant Czesław Główczyński                | Ju 87                 |
| 06/09/1939 | sous-lieutenant Czesław Główczyński                | He 111                |
| 06/09/1939 | caporal Zdzisław Urbańczyk                         | 1/2 He 111            |
| 16/09/1939 | sous-lieutenant Zdzisław Zadroziński               | Ju 87 endommagé       |